# Distrito electoral de Perks (Illinois)
Perks (en inglés: Perks Precinct) es un distrito electoral ubicado en el condado de Pulaski en el estado estadounidense de Illinois. En el Censo de 2010 tenía una población de 230 habitantes y una densidad poblacional de 5,16 personas por km².

## Geografía
Perks se encuentra ubicado en las coordenadas 37°17′41″N 89°5′22″O / 37.29472, -89.08944. Según la Oficina del Censo de los Estados Unidos, Perks tiene una superficie total de 44.62 km², de la cual 44.08 km² corresponden a tierra firme y (1.2%) 0.54 km² es agua.

## Demografía
Según el censo de 2010, había 230 personas residiendo en Perks. La densidad de población era de 5,16 hab./km². De los 230 habitantes, Perks estaba compuesto por el 83.48% blancos, el 15.65% eran afroamericanos, el 0% eran amerindios, el 0.43% eran asiáticos, el 0% eran isleños del Pacífico, el 0% eran de otras razas y el 0.43% pertenecían a dos o más razas. Del total de la población el 0.43% eran hispanos o latinos de cualquier raza.